# Czifra Noémi
Czifra Noémi (Debrecen, 1975. április 6. –) magyar televíziós műsorvezető, énekesnő, mentálhigiénés szakember.

## Élete
Irodalmi-drámai szakon érettségizett Debrecenben. 1992 és 1995 között a Csokonai Színház tagja volt, elsősorban zenés-táncos szerepeket játszott. A színház szerepek mellett a debreceni Kossuth Lajos Tudományegyetem Bölcsészkarára járt Művelődési és Felnőttképzési Menedzser szakra, majd 1998-ban diplomázott. Még ugyanebben az évben, az akkor induló, budapesti Roxy Rádiónál kezdett dolgozni. Ekkoriban került be a Seratti (Seres Attila vezette) tánccsoportba. 2001-ben megalakult az Em@il nevű popegyüttes, amelynek frontembere és énekesnője volt. A csapatnak ugyanebben az évben jelent meg első nagylemeze, amelyből négy videóklip készült. Emellett az Open színész-modell ügynökségnek is dolgozott, számos reklámfilm főszereplője volt (Westel, Dreher, Nokia, üdítő reklámok). Ennek köszönhetően jutott el a Való Világ castingjára is. Az ismertséget a 2002-ben kezdődő Való Világ című valóságshow vezetése hozta, Stohl András oldalán. 2006-ban az akkor induló Ötös Csatornánál kezdett dolgozni. Két gyermekes édesanya.